# 国際マラソン・ロードレース協会
国際マラソン・ディスタンスレース協会（こくさいマラソンディスタンスレースきょうかい、Association of International Marathons and Distance Races、 略称AIMS）はワールドアスレティックスの協力組織の一つで、長距離走に特化した競技協会である。1982年に設立され、2016年の時点で110以上の国や地域における400を超える大会運営組織がメンバーとなっている。

## 組織の目的[2]
AIMSは、その目的として
1. 長距離ロードレースを世界中に広め盛んにすること
2. ワールドアスレティックスと連携して国際ロードレースの運営に携わること
3. 協会メンバー間で知識、情報、専門技術を共有していくこと

を掲げている。

## コースの計測と世界記録
AIMSは、その携わるロードレースの距離の計測が確実に正確になされるように、ワールドアスレティックスと連携して活動を行っている。AIMS認定の大会はすべてAIMS/ワールドアスレティックスが認定したコース計測員による計測が義務付けられている。
また、ワールドアスレティックスにより世界記録と認定されるためには、そのコースや大会が一定の要件を満たす必要がある。その要件の中には、下記のようなものがある：
- スタート地点からゴール地点までの標高の減少は競技距離の1000分の1以下（フルマラソンでは 42m 以下）

　（全体が下り坂基調のコースで世界記録を認定するのは不公平との考えから）
- スタート地点とゴール地点との距離が、直線で競技距離の2分の1以下

　（一方方向に偏ったコースでは追い風を受け続ける可能性があり、このようなコースで世界記録を認定するのは不公平との考えから）
ただし、上記2点を満たさないコース(例：ボストンマラソン）であっても、計測が正しく他の要件を満たしていれば、オリンピックや世界選手権に出場するための資格タイムとしては有効である。
ワールドアスレティックスのラベル（プラチナ、ゴールド、シルバー、ブロンズ）を獲得する大会はすべて、ワールドアスレティックス/AIMSのコース計測ルールにのっとって計測されているが、逆に、このルールにのっとって計測され、AIMSの公認は得ていても、ワールドアスレティックスのラベル申請の手続きはしていない大会もある。

## 世界のAIMS公認大会
2015年8月時点で370を超えるフルマラソン、ウルトラマラソン、30kmレースなどがAIMSの認定を受けており、AIMSの公式ホームページで、国や月ごとに検索できる。

## 参考
- マラソン
- 国際陸上競技連盟